# Nguyễn Thanh Tùng (thiếu tướng)
Nguyễn Thanh Tùng (1933–2024) là một sĩ quan cấp cao của Quân đội nhân dân Việt Nam, hàm Thiếu tướng, nguyên Chỉ huy trưởng Bộ Chỉ huy Quân sự tỉnh Đồng Nai.
Ông qua đời ngày 15 tháng 10 năm 2024.